# Kongo Gumi
«Конго гуми» (яп. 株式会社金剛組 Кабусики Гайся Конго: Гуми, акционерное общество «группа „Конго“») — первая японская компания, являлась старейшей промышленной компанией в мире, непрерывно функционировала в Японии под управлением семейного клана с 578 по 2006 год. В 2006 году была поглощена корпорацией Takamatsu.

## История
В 578 году принц-регент Сётоку привёз в Японию из Корейского королевства Пэкче семью родоначальников семьи Конго для строительства буддистского храма Ситэнно, который до сих пор стоит в Осаке. Конго Гуми участвовали в строительстве многих известных сооружений в Японии, включая замок в Осаке (XVI век) и храм Хорю-дзи.
Трёхметровый свиток, датированный XVII веком, содержит упоминания о 40 поколениях, управлявших фирмой. Как было принято и в других знатных японских семьях, усыновлённые дети вступали в клан Конго и принимали эту фамилию. Тем самым фамильное древо не прерывалось в течение 1400 лет.
Компания иногда меняла род своей деятельности. Так, во Вторую мировую войну Конго Гуми занимались изготовлением гробов. В 80-х годах XX века компания активно вкладывала деньги в недвижимость, но не смогла оправиться после последовавшего экономического кризиса. В январе 2006 года активы компании были приобретены корпорацией Такамацу. До момента ликвидации деятельность компании ежегодно приносила около 70 миллионов долларов США (7,5 миллиардов йен), в штате Конго гуми насчитывалось более 100 человек. В 2005 году компания по-прежнему специализировалась на строительстве буддистских храмов. Последним (40 по счёту из клана Конго) президентом компании был Масакадзу Конго. В декабре 2006 года компания продолжала существовать как дочерняя компания Такамацу. В марте 2007 года компания была закрыта из-за банкротства, так как не смогла выплатить кредиты, которые взяла до обвала рынка недвижимости Японии.